# Wilco Zeelenberg

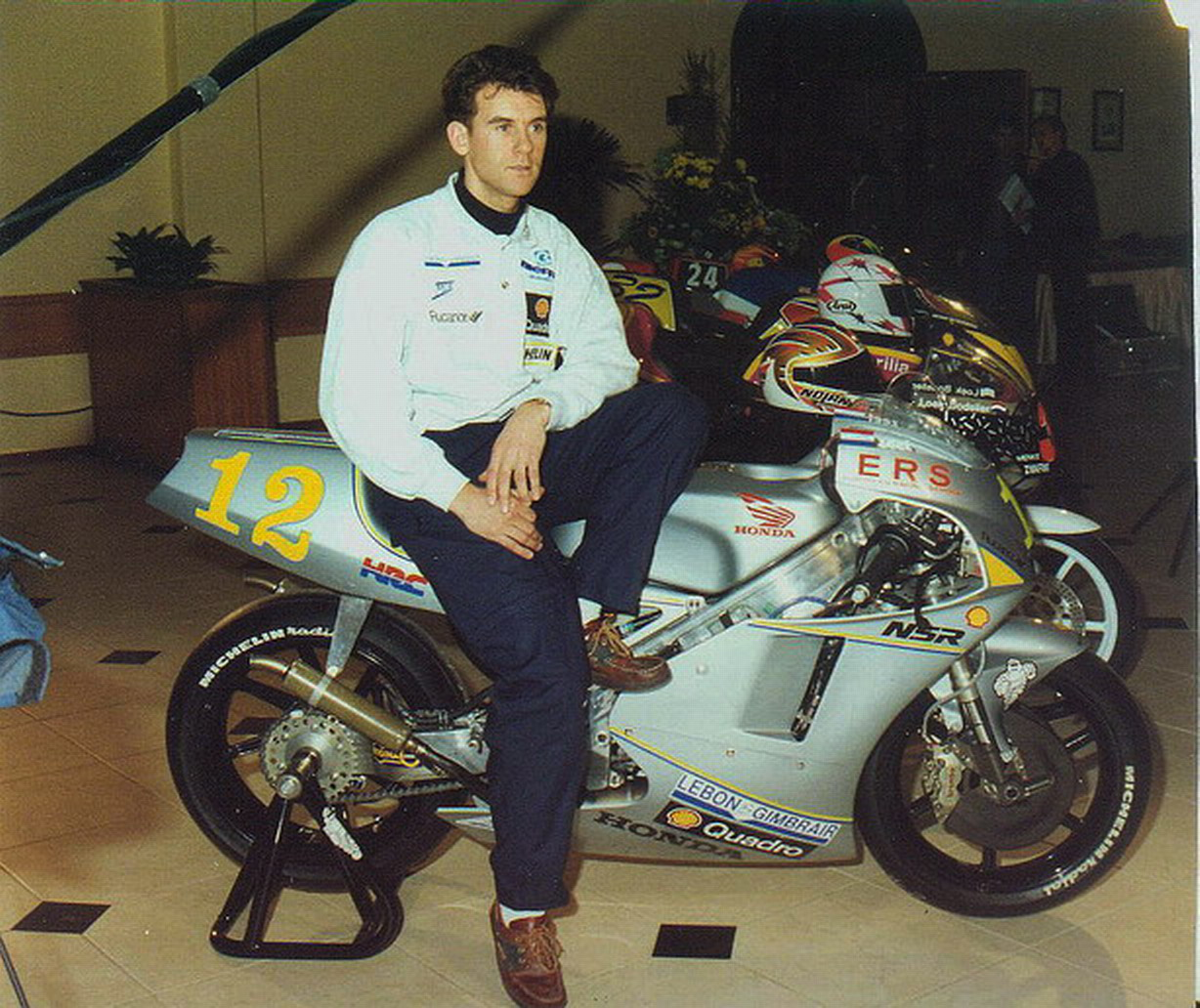
Wilco Zeelenberg tijdens de GP presentatie in 1994

Willem ("Wilco") Cornelis Zeelenberg (Bleiswijk, 19 augustus 1966) is een voormalig Nederlands motorcoureur.
Hij begon op de zeer jeugdige leeftijd van vier jaar met grasbaancrossen op een door zijn vader in elkaar geknutseld crossmotortje. Vanaf zijn veertiende jaar deed hij daadwerkelijk mee aan jeugd-crosswedstrijden georganiseerd door de Nederlandse Motorrijders Bond. Op zijn vijftiende jaar werd hij voor de eerste keer Nederlands kampioen.
Een kennismaking met Jan Huberts, die hem uitnodigde ook eens in de wegracerij zijn geluk te beproeven pakt goed uit. Op 17-jarige leeftijd rijdt op een 80 cc Casal op het circuit van Zandvoort en haalt een tweede plaats achter Hans Spaan, hiermee heeft hij gelijk zijn eerste punten voor het NK binnen. In de TT van Assen bereikt hij in 1985 een twaalfde plaats.
In 1988 rijdt hij op een Yamaha in de 250 cc klasse en wordt hiermee Nederlands kampioen. Een jaar later rijdt hij op Honda en behaald meerdere successen. 
In 1992 komt hij bij het Suzuki-team met o.a. Kevin Schwantz als teamgenoot.
Hij rijdt overal ter wereld wedstrijden, van de Verenigde Staten, Oostenrijk en Spanje  tot Japan en bindt de strijd aan tegen grote namen als Luca Cadalora, Helmut Bradl en Pierfrancesco Chili.
In totaal heeft hij precies honderdmaal in een Grand Prix gereden en drieënveertigmaal in het wereldkampioenschap Supersport.
Tijdens zijn actieve sportcarrière begon Zeelenberg in 1997 onder de naam Zeelenberg Racing circuitrijvaardigheidstrainingen te geven op TT Circuit Assen en het circuit van Almería te (Spanje). Bijgestaan door meerdere (oud-)coureurs die als instructeurs fungeren, zoals Patrick van den Goorbergh, Swen Ahnendorp, Ron van Steenbergen, Wim Kroegman, Henk van der Mark, Rik Lenters, Kervin Bos, Raymond Schouten, Michael van der Mark,  Paul Mooijman, Mile Pajic en Bob Withag, leert Zeelenberg tot op de dag van vandaag de deelnemers alles over voertuigbeheersing, zoals de ideale lijn, de zitpositie, het juiste aanrempunt, etc. ter bevordering van hun eigen en andermans veiligheid.
Zeelenberg bleef na zijn actieve motorsportcarrière werkzaam bij Yamaha. Als consultant was hij nauw betrokken bij de motorsportactiviteiten (wegrace) waarna hij in 2007 door Yamaha Motor Europe werd gevraagd om teammanager te worden van officiële Yamaha World Supersport Team. Met rijders Broc Parkes en oud wereldkampioen Fabien Foret begon Zeelenberg aan een succesvolle periode als teammanager. In 2009 werd de Engelsman Cal Crutchlow onder zijn leiding wereldkampioen Supersport. Na de beslissing van Yamaha Motor Europe om eind 2009 het Yamaha World Supersport team op te heffen, kreeg hij van Lin Jarvis van het Yamaha Factory Racing team een aanbieding om teammanager van Jorge Lorenzo te worden in de MotoGP. Onder leiding van Wilco Zeelenberg werd Jorge Lorenzo in 2010, 2012 en 2015 wereldkampioen in de MotoGP.

## Hoogtepunten
- 1986 - derde in Europees kampioenschap 80 cc
- 1988 - Nederlands kampioen 250 cc (Yamaha)
- 1989 - Nederlands kampioen 250 cc (Honda)
- 1990 - Nederlands kampioen 250 cc (Honda)
- 1990 - Grand Prix 250cc (Nürburgring (Duitsland) overwinning
- 1995  - Nederlands kampioen Supersport 600

Tot 2000 heeft hij actief in de racerij meegedaan, zij het dat hij zijn laatste wedstrijd beëindigde met slechts een 20e plaats.

## Statistiek in het wereldkampioenschap wegrace
| Seizoen | Klasse | Motor   | Races | Overw. | Podium | Poles | Ptn | Pos |
| ------- | ------ | ------- | ----- | ------ | ------ | ----- | --- | --- |
| 1986    | 80 cc  | Casal   | 2     | 0      | 0      | 0     | 8   | 11e |
| 1987    | 80 cc  | Casal   | 8     | 0      | 0      | 0     | 0   | –   |
| 1988    | 250 cc | Yamaha  | 4     | 0      | 0      | 0     | 5   | 38e |
| 1989    | 250 cc | Honda   | 11    | 0      | 0      | 0     | 41  | 13e |
| 1990    | 250 cc | Honda   | 14    | 1      | 5      | 0     | 127 | 5e  |
| 1991    | 250 cc | Honda   | 15    | 0      | 5      | 1     | 158 | 4e  |
| 1992    | 250 cc | Suzuki  | 12    | 0      | 0      | 0     | 38  | 11e |
| 1993    | 250 cc | Aprilia | 14    | 0      | 0      | 0     | 50  | 13e |
| 1994    | 250 cc | Honda   | 14    | 0      | 1      | 0     | 84  | 11e |
| 1995    | 250 cc | Honda   | 1     | 0      | 0      | 0     | 0   | –   |
| Totaal  | Totaal | Totaal  | 95    | 1      | 11     | 1     |     |     |